# Попково (Вологодская область)
Попково — упразднённая деревня в Кирилловском районе Вологодской области.
Входила в состав Талицкого сельского поселения, с точки зрения административно-территориального деления — в Колкачский сельсовет.
Расстояние до районного центра Кириллова по автодороге — 59,7 км, до центра муниципального образования Талиц по прямой — 13 км. Ближайшие населённые пункты — Оксино, Починок, Гора.
По данным переписи в 2002 году постоянного населения не было.
27 февраля 2021 года упразднена.